# Championnat de Roumanie de football 1976-1977
Navigation
Saison précédente Saison suivante
La saison 1976-1977 du Championnat de Roumanie de football était la 59e édition de la première division roumaine. Le championnat rassemble les 18 meilleures équipes du pays au sein d'une poule unique, où chaque club rencontre tous ses adversaires 2 fois, à domicile et à l'extérieur.
C'est le Dinamo Bucarest qui termine en tête du championnat et remporte le 9e titre de champion de Roumanie de son histoire.

## Les 18 clubs participants
| - Dinamo Bucarest - FC Bihor Oradea - FCM Galați - Promu de Divizia B - Steaua Bucarest - ASA Târgu Mureș - Sportul Studențesc Bucarest - FC Constanța - Universitatea Craiova - Politehnica Iași | - UT Arad - FC Argeș Pitești - FC Corvinul Hunedoara - Promu de Divizia B - SC Bacău - FC Progresul Bucarest - Promu de Divizia B - FC Rapid Bucarest - SC Jiul Petroșani - Politehnica Timișoara - FCM Reșița |

## Compétition

### Classement
Le classement est établi en utilisant le barème suivant :
- Victoire : 2 points
- Match nul : 1 point
- Défaite, forfait ou abandon : 0 point

| Rang | Équipe                      | Pts | J  | G  | N  | P  | Bp | Bc | Diff |
| ---- | --------------------------- | --- | -- | -- | -- | -- | -- | -- | ---- |
| 1    | Dinamo Bucarest             | 49  | 34 | 20 | 9  | 5  | 84 | 34 | +50  |
| 2    | Steaua Bucarest (T)         | 45  | 34 | 20 | 5  | 9  | 72 | 41 | +31  |
| 3    | Universitatea Craiova (C)   | 41  | 34 | 16 | 9  | 9  | 54 | 36 | +18  |
| 4    | ASA Târgu Mureș             | 37  | 34 | 16 | 5  | 13 | 50 | 40 | +10  |
| 5    | SC Jiul Petroșani           | 37  | 34 | 16 | 5  | 13 | 57 | 49 | +8   |
| 6    | Politehnica Timișoara       | 36  | 34 | 16 | 4  | 14 | 44 | 37 | +7   |
| 7    | Sportul Studentesc Bucarest | 35  | 34 | 13 | 9  | 12 | 34 | 34 | 0    |
| 8    | Politehnica Iași            | 33  | 34 | 12 | 9  | 13 | 43 | 33 | +10  |
| 9    | FC Bihor Oradea             | 33  | 34 | 13 | 7  | 14 | 48 | 53 | -5   |
| 10   | SC Bacău                    | 33  | 34 | 13 | 7  | 14 | 34 | 39 | -5   |
| 11   | FC Argeș Pitești            | 33  | 34 | 12 | 9  | 13 | 40 | 47 | -7   |
| 12   | UT Arad                     | 33  | 34 | 13 | 7  | 14 | 56 | 64 | -8   |
| 13   | FCM Reșița                  | 32  | 34 | 13 | 6  | 15 | 43 | 55 | -12  |
| 14   | FC Corvinul Hunedoara (P)   | 31  | 34 | 10 | 11 | 13 | 32 | 40 | -8   |
| 15   | FC Constanța                | 30  | 34 | 12 | 6  | 16 | 43 | 45 | -2   |
| 16   | FC Rapid Bucarest           | 30  | 34 | 11 | 8  | 15 | 38 | 49 | -11  |
| 17   | FC Progresul Bucarest (P)   | 27  | 34 | 11 | 5  | 18 | 37 | 69 | -32  |
| 18   | FCM Galați (P)              | 17  | 34 | 6  | 5  | 23 | 31 | 75 | -44  |

|  | Qualifié pour la Coupe des clubs champions 1977-1978 |
|  | Qualifié pour la Coupe des Coupes 1977-1978          |
|  | Qualifié pour la Coupe UEFA 1977-1978                |
|  | Relégation en Divizia B                              |

## Bilan de la saison
| Tableau d'Honneur                   |                       |
| Compétition                         | Vainqueur             |
| Championnat de Roumanie de football | Dinamo Bucarest       |
| Coupe de Roumanie de football       | Universitatea Craiova |

| Qualifications européennes          |                                 |
| Compétition                         | Qualifié                        |
| Coupe des clubs champions 1977-1978 | Dinamo Bucarest                 |
| Coupe des Coupes 1977-1978          | Universitatea Craiova           |
| Coupe UEFA 1977-1978                | Steaua Bucarest ASA Târgu Mureș |

| Promotions et relégations |                                                       |
| Promus en Divizia A       | FC Petrolul Ploiești Olimpia Satu Mare FCM Târgoviște |
| Relégués en Divizia B     | FC Rapid Bucarest FC Progresul Bucarest FCM Galați    |